# Трёхбородник китайский
Трёхбородник китайский (лат. Tripogon chinensis) — вид рода Трёхбородник (Tripogon) семейства Мятликовые (Злаки).

## Ботаническое описание
Многолетнее травянистое растение высотой 10—20 см. Листовые пластинки щетинистые. Соцветие — колос. Плод — зерновка.
Произрастает на каменистых склонах и скалах.

## Ареал
В России известно несколько местанохождений трехбородника в Еврейской автономной области, Хабаровском крае, Читинской области. За рубежом встречается в Монголии и на п-ове Корея.

## Охранный статус
Уязвимый вид. Занесён в Красные книги России, Читинской области, ЕАО. Вымирает в связи с низкой семенной продуктивностью и хозяйственным освоением территорий в местах произрастания.